# Bitterlichstab

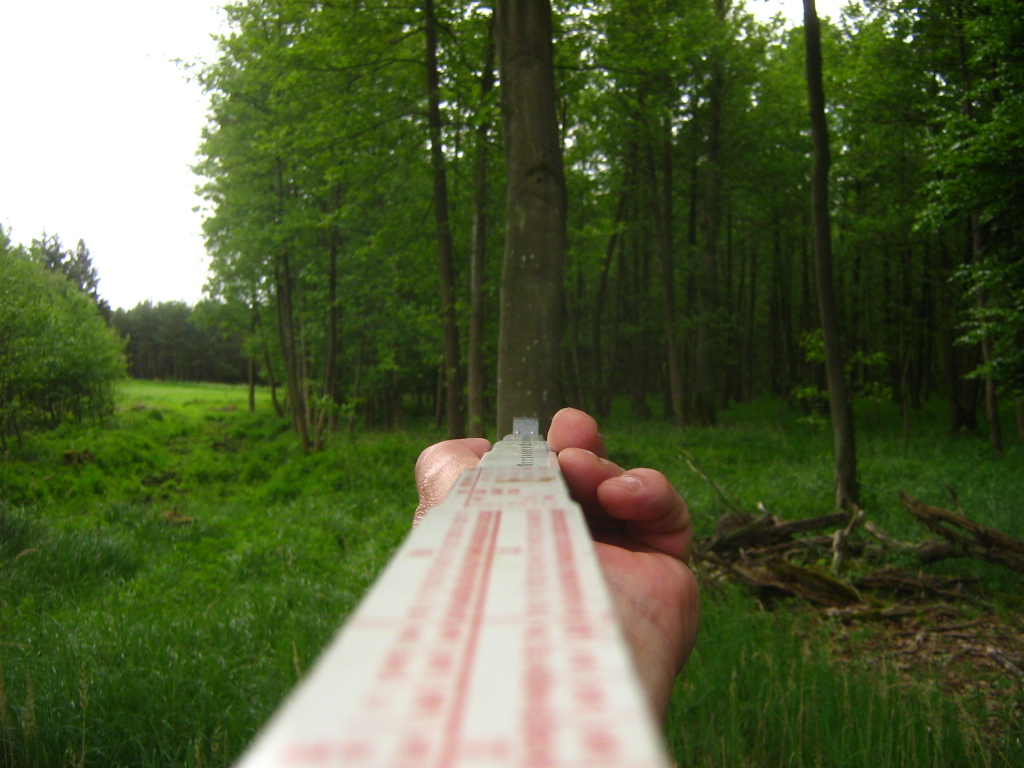
Ein Bitterlichstab bei Ausführung der Winkelzählprobe.

Ein Bitterlichstab ist ein einfaches Instrument zur Durchführung der Winkelzählprobe, einer effizienten Methode zur Ermittlung der Bestandesgrundfläche, die eine wichtige Größe zur Einschätzung von stehenden Holzvorräten in einem Wald darstellt. Das Instrument ist benannt nach seinem Erfinder, dem Forstwissenschaftler Walter Bitterlich.

## Eigenschaften
Ein Bitterlichstab besteht aus einem geraden Holz- oder Leichtmetallstab und einem an einer der beiden Stirnseiten des Stabes orthogonal angebrachten Metallplättchen oder einer Einkerbung. Das Verhältnis der Länge des Stabes zur Breite des Metallplättchens beträgt dabei 50:1.
Andere für die Durchführung der Winkelzählprobe geeignete Geräte sind das Spiegelrelaskop, welches ebenfalls von Bitterlich entwickelt wurde, sowie das Dendrometer von Horst Kramer. Der Bitterlichstab weist im Vergleich zum Spiegelrelaskop eine geringere Messgenauigkeit auf. Er hat jedoch den Vorteil, dass er mit geringem Aufwand auch von Privatpersonen angefertigt werden kann.

## Anwendung
Siehe Hauptartikel Winkelzählprobe.
Zur Winkelzählprobe wird der Stab mit dem einen Ende dicht unter ein Auge des Anwenders gehoben. Über das Metallplättchen am anderen Ende wird von einem festen Standpunkt aus jeder Baum im Umkreis in Brusthöhe anvisiert. Der Anwender dreht sich dabei um den Ansatzpunkt des Stabes vor seinem Auge. Jeder Baum, der für den Anwender breiter als das Metallplättchen erscheint, wird gezählt. Jeder gezählte Baum nach einer vollen Umdrehung entspricht 1 m2 Bestandesgrundfläche pro Hektar (bei einem Verhältnis von Stab zu Metallplättchen von 50:1). Werden z. B. 20 Bäume gezählt, so ergibt sich eine Bestandesgrundfläche von 20 m2/ha. Bei der Erfassung der Bäume kann nach Baumarten differenziert werden.

## Weiterführende Literatur
- Horst Kramer, Alparslan Akça: Leitfaden zur Waldmesslehre. 3., erweiterte Auflage. Sauerländer, Frankfurt am Main 1995, ISBN 3-7939-0830-5